# Дибдин, Майкл
Майкл Дибдин (англ. Michael Dibdin; 21 марта 1947 — 30 марта 2007) — английский писатель
 детективного жанра. Его книги переведены на многие языки.

## Жизнь
Майкл родился в Вулвергемптоне в семье физика. С семи лет учился в Лисбурне. Закончил University of Sussex, после которого учился на магистра в Альбертском университете (Эдмонтон, Канада).
После первой публикации — Sherlock Holmes pastiche — 4 года жил и учился в городе Перуджа, Италия. Позже переехал в Сиэтл.
За свою жизнь женился три раза. Умер в Сиэтле из-за осложнений со здоровьем.

## Работы
Дибдин наиболее известен своими работами об итальянском детективе Аурелио Дзене. Первая книга серии под названием «Ratking» получила премию «Gold Dagger» в 1988. Последняя книга о Дзене появилась уже после смерти писателя в июле 2007 года.

### СерияAurelio Zen
1. Ratking (1988)
2. Vendetta (1990)
3. Cabal (1992)
4. Dead Lagoon (1994)
5. Cosi Fan Tutti (1996)
6. A Long Finish (1998)
7. Blood Rain (1999)
8. And Then You Die (2002)
9. Medusa (2003)
10. Back to Bologna (2005)
11. End Games (2007)

### Другие книги
- The Last Sherlock Holmes Story (1978)
- A Rich Full Death (1986)
- The Tryst (1989)
- Dirty Tricks (1991)
- The Dying of the Light (1993)
- Dark Spectre (1995)
- Thanksgiving (2000)

## На русском языке
- Дибдин М. День Благодарения: Роман. Пер. с англ. И. Г. Гуровой. М.: ООО «Издательство АСТ», 2003.- 189, [3]с. — ISBN 5-17-017268-0